# بازی‌های تقویت‌شده

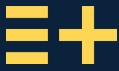
نشان تقویت‌شده

بازی‌های تقویت‌شده (انگلیسی: Enhanced Games) یک رویداد ورزشی بین‌المللی است که در آن از ورزشکاران، تست زورافزایی گرفته نمی‌شود. 